# 青木沙耶香
青木沙耶香（1972年10月19日—）是日本女性聲優，出身於秋田縣。以前隸屬於Production Baobab，現隸屬於Bell Production。她亦使用青木靜香之名，做為她的別名。
她的聲音很高亢，因此她出演配音演的角色經常都是如中的之類的角色，同時她亦以對蘿莉型角色和美少女遊戲的女主角的詮釋而出名。

## 出演作品

### 電視動畫
時期未知
- 可愛巧虎島（小熊的小真、小孩）

1997年
- 櫻桃子劇場 可吉可吉（可吉可吉）

1998年
- 櫻桃小丸子（環奈）

2000年
- 蒙面貓俠（水兔族露比特）

2001年
- 彗星公主（ラバピョン、今日子老師）
- 哆啦A夢（英子）

2003年
- R.O.D -THE TV-（小孩A）
- 音速小子X（克琳姆、班妮菈）
- 成惠的世界（森野とみ）
- 青檸色之戰奇譚（福島絹）
- 萬花筒之星（小孩）

2004年
- Wind: A Breath of Heart（藤宮わかば）
- 瓦特希普高原（ピプキン）
- MONSTER（小孩B）

2005年
- 我們這一家（汽車導航系統的人聲）
- 極樂天師（小貓）
- SHUFFLE!（利希安瑟絲）

2006年
- 極樂天師 喝!!（嬰兒）
- 地獄少女 二籠（坂入多惠）
- 涼宮春日的憂鬱（虛妹）
- 南方小島的小架飛機 柏蒂（日语：南の島の小さな飛行機 バーディー）

2007年
- ef - a tale of memories.（麻生堇）
- 蠟筆小新（記者）
- SHUFFLE! MEMORIES（利希安瑟絲）
- 逮捕令 全速前進（雄太、修二）
- 初音島II（天枷美夏）
- 七色★星露（雨森彌生）
- Baccano!（蜜莉亞・哈文德）

2008年
- 我們這一家（廣播）
- ef - a tale of melodies.（麻生堇）
- D.C.II S.S.（はりまお）
- Neo Angelique Abyss（艾爾文）
- Neo Angelique Abyss -Second Age-（艾爾文）
- 發現、體驗、最喜歡！巧虎（あーくん）
- 美肌一族（日语：美肌一族）（小貓）
- 天體戰士（ヘルウルフ）

2009年
- 我們這一家（機械的人聲）
- 蠟筆小新（女性的聲音、車站廣播、女性廣播員、店內廣播 其他）
- 地獄少女 三鼎（松田涼美）
- 涼宮春日的憂鬱（2009年版）（虛妹）
- 續 夏目友人帳（辰未）
- 遊魂 -Kiss on my Deity-（オウ）
- 天體戰士（第2期）（新婚妻、女子高生1、清純派偶像）

2010年
- 天體戰士（第2期）（ヘルウルフ、家庭餐廳的店員）

2011年
- 我們沒有羽翼（アリス）

2012年
- 人類衰退之後（妖精）

2013年
- 初音島III（江戶川四季、天枷美夏）

2015年
- 小長門有希的消失（虛妹）
- 無頭騎士異聞錄 DuRaRaRa!!×2 轉（蜜莉亞·哈文德）

### OVA
2008年
- 最終試驗鯨魚Progressive（日语：最終試験くじら）（名雲紗繪）

### 電影動畫
- 涼宮春日的消失（虛妹）

### 遊戲
- Wind -a breath of heart-（藤宮若葉）
- 召喚夜響曲 雙紀元 ~精靈們的共鳴~（愛茵）
- 青檸色之戰奇譚（福島 絹）
- Shuffle!（希亞）
- 水月 -迷心-（日语：水月 (ゲーム)）（香坂マリア）
- はるのあしおと（日语：はるのあしおと）（楠木葵）
- 音速小子系列（Cream the Rabbit）

## 外部連結
- あおきさやかweb[永久] （日語）－青木沙耶香的官方個人網站。
- まじ☆すか通信F' (YouTube まじかる☆ＳＫＹ) （页面存档备份，存于） （日語）－聲優組合「☆SKY」在YouTube的線上網站。
- まじ☆すか通信 (ケロログ内 まじかる☆SKY(旧ラジオブログ)) （日語）－聲優組合「☆SKY」主持的廣播節目官方網站。
- あおきさやか 公式ブログ さやかの駄文 （页面存档备份，存于） （日語）－青木沙耶香的官方個人部落格。
- Bell Production公式官網的聲優簡介 （页面存档备份，存于） （日語）